# Bigg-Schwertwal
Der Bigg-Schwertwal (Orcinus orca rectipinnus), auch Bigg-Orca oder Transienter Schwertwal genannt, ist eine im Nordpazifik vorkommende Unterart des Schwertwals (Orcinus orca). 
Forschungsergebnisse aus dem Jahr 2024 hatten nahegelegt, dass die lange als Ökotyp betrachtete Gruppe als Orcinus rectipinnus eine eigene Art der Gattung Orcinus darstellt. Das Taxonomie-Komitee der Society of Marine Mammalogy entschied im Juli 2024, dass der Bigg-Schwertwal als Unterart Orcinus orca rectipinnus in die offizielle Liste der Meeressäugetierarten aufgenommen wird.
Der allgemeinsprachliche Name verweist auf den kanadischen Meeresbiologen Michael Bigg, der in den 1970er Jahren intensiv zu diesen geforscht hatte.

## Merkmale

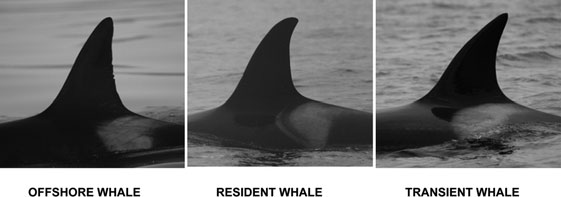
Vergleich der Finnen von Offshore-, Residenten- und Transienten-Schwertwalen im Nordost-Pazifik.

Die männlichen Tiere erreichen Größen bis zu 8,2 Meter, die weiblichen 7 Meter. Damit sind Bigg-Schwertwale größer als der Ökotyp der Residenten Schwertwale. Die Finne der männlichen Tiere ist groß, mindestens 1,5 Meter hoch, die der weiblichen Tiere ist leicht dreieckig, mit spitzem Ende. Bei beiden weist sie eine breite Basis auf. Bigg-Schwertwale haben eine geschlossene oder einheitliche graue Sattelzeichnung. Die Haut ist oft stark vernarbt.

## Verhalten
Im Gegensatz zu Residenten Schwertwalen (Orcinus orca ater) mit ihrer akustisch aktiven Jagdweise jagen Bigg-Schwertwale leise. Die Beute besteht primär aus Meeressäugern. Typisch ist ein weites Umherstreifen auf der Suche nach Beute. Sie reisen im Allgemeinen in kleinen Gruppen, normalerweise von zwei bis sechs Tieren. In seltenen Fällen schließen sich Herden zu Gruppen von bis zu 200 Tieren zusammen. Sie pflegen jedoch weniger dauerhafte Familienbande als der Residente Schwertwal.